# Хънтър Тайло
Дебора Джоу Хънтър (на английски: Deborah Jo Hunter), по-известна като Хънтър Тайло (на английски: Hunter Tylo), е американска актриса, известна най-вече с ролята си на д-р Тейлър в сериала „Дързост и красота“.
Тайло е родена на във Форт Уърт, като едва на 15 години става модел. От брака си с продуцента Тим Морхарт Хънтър има син Кристофър. Другите ѝ три деца Майкъл, Изабела и Катя са от брака ѝ с актьора Майкъл Тайло.